# Ploceus flavipes
Ploceus flavipes là một loài chim trong họ Ploceidae.